# Balaberda
Balaberda (em armênio/arménio: Բաղաբերդ; romaniz.: Bałaberd) foi uma fortaleza ocupada do século IV ao XII, situada ao longo de um cume com vista ao rio Volji, 14 quilômetros a noroeste da aldeia de Capã, na província de Siunique, na Armênia. Balaberda está numa elevação de 1 438 metros.

## História
Era o núcleo do cantão homônimo localizado na província de Siunique, na Armênia. Nas últimas décadas do século IV, Antíoco II e 1 700 soldados árabes dirigiram-se às cercanias de Ctesifonte, capital do Império Sassânida, a pedido do xá Sapor II (r. 309–379) que estava em campanha contra os hunos. Antíoco saqueia a região e carrega o butim para Balaberda. Ele também reuniu na fortaleza provisões, equipamentos e armas para a cavalaria dos vários distritos de Siunique (trigo, feno, palha, vinho, óleo, carne, mel, vários tipos de fruta). Ordenou que os habitantes de Siunique fugissem após incendiarem suas casas e armazéns com seus pertences. Ao retornar de sua campanha Sapor, enfurecido, reuniu grande exército de persas e arianos do Coração e marchou contra Siunique, onde sitiou Balaberda. Três ataques foram feitos contra a fortaleza, mas todos fracassaram, pois os sitiados foram capazes de repelir e matar muitos dos atacantes ao lançarem grandes pedras morro abaixo. Ao notarem que seria inviável prosseguir com o cerco, alguns oficiais do exército sassânida pediram que o xá considerasse abandonar o cerco e saqueasse o país. Antíoco, no momento oportuno, fugiu da fortaleza com muito butim e dirigiu-se para Constantinopla, onde o imperador Teodósio I (r. 379–395) recebeu-o com grande honra.
Em ca. 1016, Catarina, única filha de Vasaces IV, casa-se com o rei da Armênia Cacício I e com essa união a maior parte de Siunique foi incorporada ao Reino da Armênia. Os territórios não incorporados ficaram sob controle de um ramo júnior da casa reinante local, os príncipes de Balaberda ou Lapã/Capã. Em 1045, Cacício II foi forçado a ceder seu país aos bizantinos, mas a tenaz resistência de Dúbio evitou que os bizantinos alcançassem Siunique. Quando os seljúcidas derrotaram a Armênia (1064–1071), os Siunis mantiveram Balaberda até cerca de 1170, quando passa sucessivamente ao controle de povos invasores. Ca. 1166, o título de "rei de Balaberda" foi herdado pelos príncipes de Dizaque. Tempos depois o "rei de Arcaque" Haçane Jalal Daulá (1214  1265/1266) casa com Sempana-Mamicano, neta do último rei de Balaberda. Entre 1722-1730, sob os armênios parsadânidas, compôs um melicado semiautônomo que foi logo tomado por Nader Xá (r. 1736–1747).